# Humberto Costas
Humberto Costas i Tordera (Barcellona, 17 dicembre 1949) è un velista spagnolo.

## Biografia
È fratello di Juan Costas, anche lui velista di caratura internazionale.
Ha rappresentato la Spagna ai Giochi olimpici estivi di Montréal 1976, senza riuscire a vincere medaglie.